# Marileidy Paulino
Marileidy Paulino, född 25 oktober 1996 i Nizao, Peravia, är en dominikansk friidrottare som tävlar i kortdistanslöpning.

## Karriär
Vid OS i Tokyo 2021 var Paulino en del av Dominikanska republikens stafettlag tillsammans med Lidio Andrés Feliz, Anabel Medina, Luguelín Santos och Alexander Ogando som tog silver på 4×400 meter mixstafett och satte ett nytt nationsrekord på tiden 3.10,21. Paulino och Anabel Medina blev då de två första kvinnorna från Dominikanska republiken att ta en OS-medalj. Därefter tog Paulino silver på 400 meter med tiden 49,2 sekunder, vilket blev ett nytt nationsrekord.
I juli 2022 vid VM i Eugene var Paulino en del av Dominikanska republikens lag som tog guld på 4×400 meter mixstafett. Hon följde upp det med att ta silver på 400 meter efter ett lopp på 49,6 sekunder.
Vid OS 2024 tog hon guld på 400 meter med tiden 48,17 sekunder vilket var ett nytt olympiskt rekord.